# مستر كرايزي
عثمان عتيق واسمه الفني «مستر كريزي» «MR CRAZY» هو مغني راب مغربي (مواليد 22 ماي 1997، الدار البيضاء).
تُصور أغانيه، وفيديوهاته، وموسيقاه حياة جريئة للأزمة الاجتماعية والإنسانية المتفاقمة في المغرب كدور الصفيح والتهميش والنهب والتشرد وأزمة العاطلين عن العمل في المغرب.
بتاريخ 8 أغسطس 2014، أصدرت محكمة في عين السبع قرب الدار البيضاء حكما بالسجن ثلاثة أشهر، وبغرامة مالية قدرها 500 درهم، بتهم «إهانة مؤسسات الدولة» و «المس بالأخلاق العامة» و «تحريف النشيد الوطني المغربي» و «إهانة الشرطة والقضاء».
حيث جاء في مطلع الأغنية بعنوان «حياتي ناقصة»، «منبت الأحرار في النشيد الوطني ليست سوى كلمة..مشرق الأنوار بالنسبة لي مجرد حلم».
، 
، 